# قلعه‌نو (جوین)
قلعه نو، روستایی است از توابع بخش مرکزی و در شهرستان جوین استان خراسان رضوی ایران.

## جمعیت
این روستا در دهستان پیراکوه قرار داشته و بر اساس سرشماری سال ۱۳۸۵ جمعیت آن ۲۵ نفر (۸ خانوار)
بوده است.